# Ihor Mirosjnitjenko
Ihor Mirosjnitjenko (ukrainska: Ігор Михайлович Мірошниченко), född 26 februari 1976 i Lebedyn, Ukrainska SSR, Sovjetunionen, är en ukrainsk sportjournalist och politiker, ledamot i det ukrainska parlamentet 2012–2014 för partiet Svoboda och var då vice ordförande i Ukrainas parlamentariska yttrandefrihetskommitté.
Mirosjnitjenko fick utmärkelsen som Årets journalist i Ukraina 2006. Han har arbetat på flera olika tv-kanaler och var talesman för Ukrainas herrlandslag i fotboll 2004–2008.
Mirosjnitjenko blev år 2012 känd i en större krets efter sitt negativa uttalade om Mila Kunis, då han bemötte hennes uttalande att hon aldrig kände sig hemma i staden Tjernivtsi där hon föddes och samtidigt kallade den för en by. Mirosjnitjenko skrev på Facebook att Kunis ”inte är ukrainska utan en zjydovka” – ett djupt kränkande uttryck som syftar på hennes judiska bakgrund.
På det amerikanska Simon Wiesenthal-centrets lista över världens antisemiter finns Mirosjnitjenko tillsammans med Svobodas partiledare Oleh Tiahnybok på femte plats.
Den 15 februari 2013 ledde Miroshnychenko en Svoboda-grupp i Ochtyrka som slog sönder stadens Lenin-monument.
Under Euromajdan-demonstrationerna 2013 sade Mirosjnitjenko i en intervju med SVT att -"När det gäller våra principer och krav har vi inte ändrat vår ståndpunkt. Vi står fast vid vår syn på traditionella familjevärderingar och vår syn på så kallad tolerans när det gäller icketraditionella sexuella läggningar. I Ukraina finns ingen plats för propaganda för olika perversioner, vi anser att propaganda av sådana läggningar strider mot Ukrainas nationella intressen."

Mirosjnitjenko var tillsammans med två andra parlamentsledamöter från partiet Svoboda; Andrij Illjenko och Bohdan Benjuk med att 18 mars 2014 tränga sig in i Persjyj Natsionalnyj Kanals högkvarter i Kiev och angripa direktören Oleksandr Pantelejmonov och tvingade honom att under hugg och slag underteckna sin egen avskedsansökan. En videoupptagning av hur de misshandlar Pantelejmonov fick enorm spridning på Internet. Svobodas pressekreterare Alexandr Aronets lade ut videon på nätet, som vidarepublicerades av webbtidningen Ukrainska Pravda. De tre politikerna ses där högljutt ifrågasätta att Persjyj Natsionalnyj Kanal tidigare samma dag hade sänt den ryske presidenten Vladimir Putins tal om Rysslands annektering av den ukrainska Krimhalvön. De tre våldsmännen fördömdes efteråt samstämmigt av ukrainska politiker. ”Helt oacceptabelt”, förklarade premiärminister Arsenij Jatsenjuk och Vitalij Klytjko krävde att de tre männen lämnar sina parlamentsplatser. Även partiledaren för Svoboda, Oleh Tiahnybok, tog avstånd från angreppet. Mirosjnitjenko medgav att han troligen ”gått för långt”, men försvarade ändå sitt handlande med att tv-chefen borde sparkas omedelbart. Amnesty International och Reportrar utan gränser stämde in i fördömandena. De tre våldsmännen har anmälts till riksåklagaren Oleh Machnitskyj, som även han var medlem i Svoboda, men tvingades att lämna partiet när utsågs. Åklagarmyndigheten har inlett en utredning om möjlig ”huliganism” och ”förhindrande av journalister att utföra sitt arbete”.

## Externa hänvisningar
- Biografi